# Little Falls (Minnesota)
Little Falls ist eine Stadt (mit dem Status „City“) und Verwaltungssitz des Morrison County im US-amerikanischen Bundesstaat Minnesota. Das U.S. Census Bureau hat bei der Volkszählung 2020 eine Einwohnerzahl von 9.140 ermittelt.
Little Falls ist die Heimatstadt des Flugpioniers Charles Lindbergh, dem 1927 die erste Alleinüberquerung des Atlantiks von New York nach Paris ohne Zwischenlandung gelang.

## Geografie
Little Falls liegt im geografischen Zentrum Minnesotas beiderseits des oberen Mississippi. Die geografischen Koordinaten sind 45°58′39″ nördlicher Breite und 94°21′51″ westlicher Länge. Die Stadt erstreckt sich über 20,15 km², die sich auf 18,75 km² Land- und 1,4 km² Wasserfläche verteilen.
Benachbarte Orte von Little Falls sind Pierz (21,4 km östlich), Royalton (17,7 km südsüdöstlich), Bowlus (21,1 km südsüdwestlich), Sobieski (11,9 km südwestlich) und Randall (17,1 km nordwestlich).
Die nächstgelegenen größeren Städte sind Minneapolis (154 km südöstlich), Minnesotas Hauptstadt Saint Paul (173 km in der gleichen Richtung), Duluth am Oberen See (234 km nordöstlich), Sioux Falls in South Dakota (395 km südwestlich), Fargo in North Dakota (240 km nordwestlich) und Eau Claire in Wisconsin (302 km südöstlich).

## Verkehr
In Little Falls treffen der U.S. Highway 10 und die Minnesota State Routes 27, 28, 238 und 371 zusammen. Alle weiteren Straßen sind untergeordnete Landstraßen, teils unbefestigte Fahrwege sowie innerörtliche Verbindungsstraßen.
In Little Falls treffen mehrere Eisenbahnstrecken der BNSF Railway zusammen.
Mit dem Little Falls/Morrison County Airport liegt hinter der südlichen Stadtgrenze ein kleiner Flugplatz. Der nächste internationale Flughafen ist der Minneapolis-Saint Paul International Airport (177 km südöstlich).

## Demografische Daten
Nach der Volkszählung im Jahr 2010 lebten in Little Falls 8343 Menschen in 3608 Haushalten. Die Bevölkerungsdichte betrug 445 Einwohner pro Quadratkilometer. In den 3608 Haushalten lebten statistisch je 2,21 Personen.
Ethnisch betrachtet setzte sich die Bevölkerung zusammen aus 96,1 Prozent Weißen, 0,8 Prozent Afroamerikanern, 0,4 Prozent amerikanischen Ureinwohnern, 0,5 Prozent Asiaten sowie 0,2 Prozent aus anderen ethnischen Gruppen; 1,9 Prozent stammten von zwei oder mehr Ethnien ab. Unabhängig von der ethnischen Zugehörigkeit waren 1,4 Prozent der Bevölkerung spanischer oder lateinamerikanischer Abstammung.
22,2 Prozent der Bevölkerung waren unter 18 Jahre alt, 57,2 Prozent waren zwischen 18 und 64 und 20,6 Prozent waren 65 Jahre oder älter. 53,1 Prozent der Bevölkerung war weiblich.

Das mittlere jährliche Einkommen eines Haushalts lag bei 33.596 USD. Das Pro-Kopf-Einkommen betrug 20.490 USD. 24,0 Prozent der Einwohner lebten unterhalb der Armutsgrenze.

## Bekannte Bewohner
- Victor Aloysius Meyers (1897–1991), geboren in Little Falls, Musiker, Bandleader und Politiker
- Charles Lindbergh (1902–1974), wuchs in Little Falls auf, Flugpionier
- Jim Langer (1948–2019), geboren und aufgewachsen in Little Falls, Football-Profi (NFL)
- Louise Erdrich (* 1954), geboren in Little Falls, Schriftstellerin
- Brian Kobilka (* 1955), geboren und aufgewachsen in Little Falls, Biochemiker und Nobelpreisträger für Chemie
- Ben Hanowski (* 1990), geboren in Little Falls, Eishockeyspieler, u. a. in Augsburg und Köln